# Socata ST-10
Le Socata ST-10 Diplomate est un avion de tourisme français à quatre places. C'est un développement du GY-80 Horizon, qui fut baptisé successivement « Super Horizon 200 », puis « Provence », avant d'être finalement nommé « Diplomate ». Le premier prototype a volé le 7 novembre 1967 et la production en série a commencé en 1970. La production a pris fin en 1974, avec un total de 55 exemplaires construits.